# NGC 7725
NGC 7725 (другие обозначения — PGC 72025, MCG -1-60-18, IRAS23367-0448) — линзообразная галактика (S0) в созвездии Водолей.
Этот объект входит в число перечисленных в оригинальной редакции «Нового общего каталога».